# Makedonischer Turm

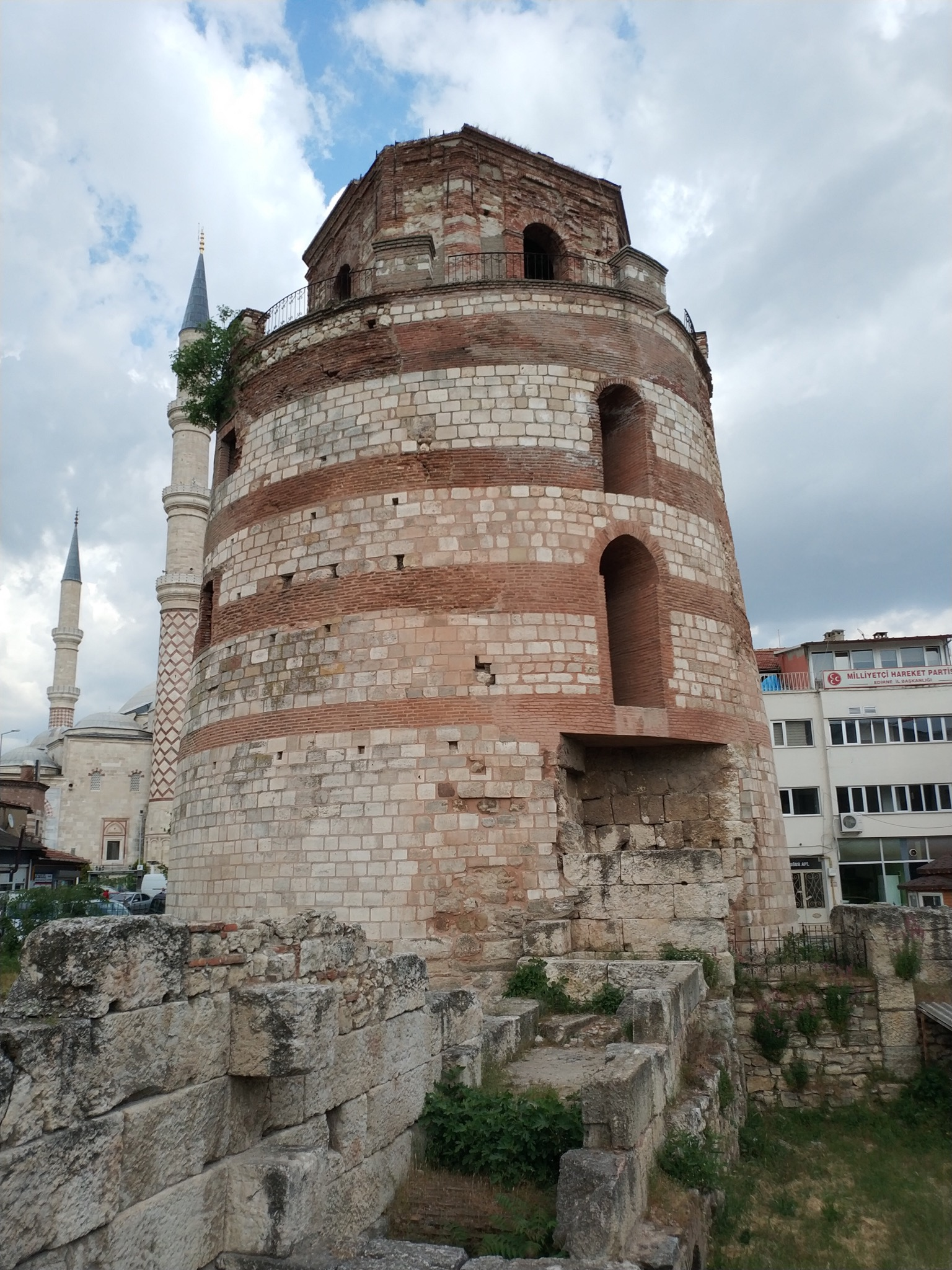
Der Makedonische Turm und die Minarette der Üç-Şerefeli-Moschee im Hintergrund, 2018

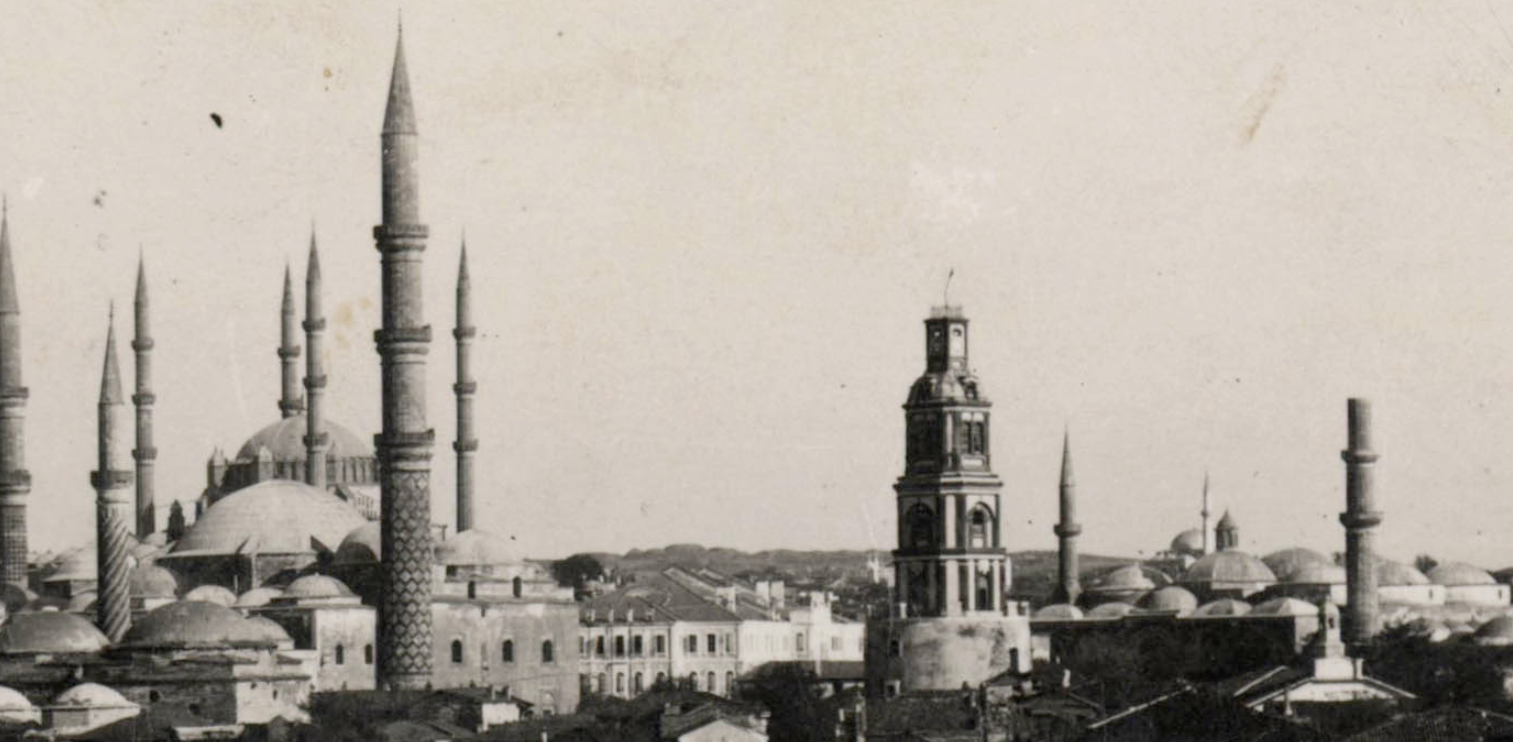
Der Makedonische Turm (Mitte) nach seiner Umwandlung in den Uhrenturm von Edirne im ersten Viertel des 20. Jahrhunderts

Der Makedonische Turm (türkisch Makedon Kulesi oder Makedonya Kulesi), auch Makedonischer Uhrenturm (türkisch Makedon Saat Kulesi) genannt, ist ein Bauwerk in der heutigen nordtürkischen Stadt Edirne. Der einstige Turm war einer von insgesamt vier Türmen der Stadtmauer des antiken und mittelalterlichen Adrianopel, des Hauptortes der byzantinischen Provinz (Thema) Makedonien. Die ältesten Bauelemente weisen auf die römische Periode der Stadt. Der Turm war lange eines der höchsten Gebäude von Edirne. Er liegt im historischen Stadtzentrum nahe der Üç-Şerefeli-Moschee, der Alten Moschee (Eski Cami) und der Selimiye-Moschee.
Als im Jahr 1867 der Gouverneur von Edirne, Hacı İzzet Pascha, den Turm mit Holzböden und Uhren aus Frankreich ausstattete, erhielt er den Beinamen Uhrenturm (Makedon Saat Kulesi).
Im Jahr 1894 wurde anstelle des eingestürzten Bauwerks ein neuer Turm aus Stein- und Ziegelresten errichtet. Dieser Uhrenturm war rund und mit einer kleinen Kuppel bedeckt. Die Uhren waren in runden Nischen an allen vier Fassaden angebracht. Aufgrund seiner neoklassizistischen Architektur unterschied sich sein Aussehen von dem anderer osmanischer Uhrentürme. Dieser 48 m hohe Turm wurde auch als Feuerturm genutzt. Während des Ersten Weltkriegs waren italienische Soldaten hier einquartiert. Sie stahlen einen Großteil der Uhrenelemente. 1926 wurde die Uhr erneuert.
Allerdings wurde dieser Turm durch das Erdbeben von 1953 schwer beschädigt, seine Wände bekamen Risse. Nach einem von der Technischen Universität Istanbul für den Uhrturm von Edirne erstellten Bericht wurden drei Stockwerke des Turms am 6. Juli 1953 von Bürgermeister Sabahattin Parsoy gesprengt und abgerissen, mit der Begründung, dass dadurch die Silhouette von Edirne beeinträchtigt würde.
Das Edirne-Museum führte hier 2004 eine Ausgrabung durch. Dabei wurden die Fundamente des römischen Kastells unter und um die römische Bastion und die Stadtmauern in Form von behauenen Steinblöcken bis zu einer Höhe von 3–4 m ausgegraben.
Der Turm wurde durch einen Beschluss der Behörde zur Erhaltung des Kultur- und Naturerbes von Edirne vom 31. Mai 2017 unter der Nummer 1468 als Kulturdenkmal registriert.